# Золотий Байт
Всеукраїнський чемпіонат комп'ютерних талантів «Золотий Байт» започатковано Комп'ютерною Академією «ШАГ» 2008 року. Змагання орієнтоване на молоде, прогресивне покоління, яке прагне проявитися та реалізувати свої здібності в галузі IT-технологій, дизайну та комунікацій.
Мета чемпіонату:
- підтримка творчої молоді України, зміцнення престижу інтелектуальної діяльності;
- надання талантам України можливості продемонструвати здібності в галузі інформаційних технологій, дизайну та комунікацій;
- заохочення молодих спеціалістів, які прагнуть зарекомендуватися, показати своє бачення й запропонувати шляхи розв'язання проблем суспільства за допомогою комп'ютерних технологій;
- звернути увагу нового покоління на проблеми людства, про які йдеться у Декларації тисячоліття [1] Організації Об'єднаних Націй: мир, безпека, охорона довкілля, розвиток, здоров'я поколінь;
- вибір талановитої молоді, яка представлятиме Україну на міжнародному конкурсі «Imagine Cup»;
- популяризація комп'ютерних технологій як засобу для розвитку економіки й усіх галузей промисловості України.

Учасники чемпіонату:
Учасниками Всеукраїнського чемпіонату комп'ютерних талантів «Золотий Байт» є молоді люди, які бажають проявити свої здібності в межах запропонованих номінацій.
Чемпіонат передбачає як одиночну, так і командну участь у певних номінаціях.
Учасниками чемпіонату 2010 року є користувачі, які зареєструвалися й виконали умови першого етапу чемпіонату з 1 по 30
вересня на порталі http://goldenbyte.org [Архівовано 11 жовтня 2016 у Wayback Machine.].
Організатори чемпіонату:
Організатором чемпіонату є Комп'ютерна Академія «ШАГ».
Він провадиться за підтримки Міністерства освіти й науки України та компанії Microsoft.
Номінації чемпіонату:
У Всеукраїнському чемпіонаті комп'ютерних талантів «Золотий Байт» присутні наступні 10 номінацій:
1. «Комп'ютерний геній» («Computer Genius»), особиста участь.

Конкурсантам пропонуються олімпіадні задачі з програмування різного рівня складності.
1. «Магістр проектів» («Project Master»), особиста /командна участь (2-3 особи)

Конкурс ідей (проектів) для програмістів.
1. «Навігатор мереж» («Net navigator»), особиста участь

Номінація для системних адміністраторів, теоретичні запитання й практичні завдання з мережевих технологій та системного адміністрування.
1. «Містер ІКС» («Mister X»), особиста участь

У цій номінації пропонується продемонструвати власні знання з математики, розв'язуючи олімпіадні задачі.
1. «Кібермайстер» («Cybermaster»),  особиста / командна участь (2 особи)

Конкурс для розробників ігор. Конкурс провадиться в 3 етапи: 1 етап – реєстрація та опис ідеї гри, 2 етап – презентація ідеї та сценарію гри, опис рівнів гри, персонажів та дизайну рівнів, 3 етап – презентація рівня гри.
1. «Кліпмейкер» («Clip Maker»), особиста / командна участь (2 особи)

Створення короткометражного фільму. До участі допускаються як відеопраці, так і анімація, створена в будь-якому графічному пакеті.
1. «Папарацці» («Paparazzi»), особиста / командна участь (2 особи)

Конкурс у форматі репортажного фото. Учасники отримують завдання, впродовж заданого проміжку часу створюють фотоесе на певну тему і здають роботу.
1. «Вебмайстер» («Web Master»),  особиста участь

Розробка сайту на задану тематику.
1. «Король креативу» («Creativity King»),  особиста участь

Битва талантів зі створення та реалізації в плакатному дизайні креативних ідей, нестандартні підходи до розв'язання соціальних проблем.
1. «Фристайл» («Freestyle»),  особиста участь

Конкурс, у якому беруть участь уже готові авторські праці на задану тематику, що бажають здобути загальне визнання. За результатами цієї номінації визначається володар нагороди «Приз глядацьких симпатій».
Порядок та умови проведення конкурсу:
Чемпіонат відбувається в три етапи:

1 етап: Проводиться в 13 обласних центрах та містах України: Київ, Донецьк, Одеса, Дніпропетровськ, Запоріжжя, Харків, Львів, Луганськ, Вінниця, Миколаїв, Полтава, Рівне, Маріуполь.
Взяти участь можуть усі, хто зареєструється з 1 вересня по 30 вересня 2010 р. на спеціальному інтернет-порталі http://goldenbyte.org [Архівовано 11 жовтня 2016 у Wayback Machine.]. Змагання відбувається віддалено в режимі on-line. Вік учасників, професія та місце проживання не мають значення, важлива належність до молоді, яка навчається.
Результати першого етапу будуть опубліковані з 1 по 7 жовтня 2010 р. на спеціальному інтернет-порталі http://goldenbyte.org [Архівовано 11 жовтня 2016 у Wayback Machine.].
Найкращим конкурсантам буде надіслано спеціальне запрошення на участь у регіональному фіналі чемпіонату «Золотий Байт», який відбудеться в період з 11 по 17 жовтня 2010 р. в усіх філіях Комп'ютерної Академії «ШАГ» .
2 етап: Регіональний фінал (Відбувається в 13 обласних центрах та містах України: Київ, Донецьк, Одеса, Дніпропетровськ, Запоріжжя, Харків, Львів, Луганськ, Вінниця, Миколаїв, Полтава, Рівне, Маріуполь).
У даному етапі беруть участь переможці 1-го етапу.
Результати регіональних фіналів будуть підбиті 18 - 24 жовтня 2010 г. на спеціальній території кожного регіону.
Переможці виборюють право представляти свій регіон на всеукраїнському фіналі чемпіонату «Золотий байт». 
3-й етап: Фінал (Всеукраїнський – м. Львов)
Фінал відбуватиметься в період з 5 по 6 листопада 2010 р. у м. Львові.